# Vena amoris
 (mars 2014).
Si vous disposez d'ouvrages ou d'articles de référence ou si vous connaissez des sites web de qualité traitant du thème abordé ici, merci de compléter l'article en donnant les références utiles à sa vérifiabilité et en les liant à la section « Notes et références ».
Vena amoris (du latin : Vena Amoris signifiant littéralement « veine de l’amour ») est une veine qui relierait directement l’annulaire de la main gauche au cœur. Le port de la bague de fiançailles et/ou l’alliance de mariage à l’annulaire de la main gauche (« doigt de l’anneau ») serait lié à cette croyance traditionnelle. Du point de vue anatomique, cette théorie est fausse puisque chaque doigt de la main a le même réseau veineux.

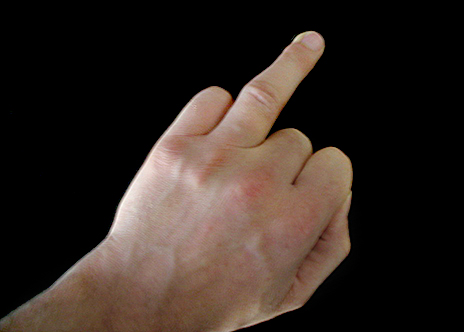
Photo d'un annulaire gauche, traditionnellement porteur de la bague de fiançaille puis de l'alliance de mariage.

Historiquement, ce sont les Égyptiens qui utilisèrent les premiers un bijou pour signifier une union entre deux individus, en utilisant un anneau symbolique. Ce sont eux qui auraient les premiers utilisés l’annulaire de la main gauche pour symboliser l’amour. La tradition aurait été reprise par les anciens Grecs après la conquête de l’Égypte par Alexandre le Grand. Jusque-là, les anneaux de fiançailles étaient généralement faits en chanvre, cuir, os ou ivoire. Dans la Rome antique, les alliances sont devenues progressivement en métal (surtout en fer). Les anneaux en argent ou en or étaient donnés en de rares occasions, pour prouver la confiance du mari envers son épouse en lui donnant un bien précieux. Toutefois, l’utilisation de bagues de fiançailles ou de mariage n’était pas répandue dans l’Empire romain avant le IIe siècle av. J.-C., ce qui contredit les versions où cette tradition aurait été amenée à Rome au IIIe siècle av. J.-C..
Macrobe fait référence à une connexion entre l’annulaire de la main gauche et le cœur dans ses Saturnales mais semble parler d’un nerf plutôt que d’une veine.  
Isidore de Séville fait référence à une histoire romaine de veine connectée au cœur dans son livre De Ecclesiasticis officiis, sans spécifier qu’elle se trouve dans la main. L’utilisation la plus ancienne du terme « vena amoris » est attribuée à Henry Swinburne, un avocat anglais spécialisé en droit canon, dans son livre sur le mariage A Treatise of Espousal or Matrimonial Contracts, publié à titre posthume en 1686.
Il est fort possible, vu l’absence de sources fiables, que cette histoire soit un assemblage de croyances anciennes sur les propriétés mystiques du « doigt de l’anneau », de légendes et d’un marketing avisé de l’industrie de la joaillerie afin d’augmenter ses ventes d’alliances.